# Peugeot Typ 176

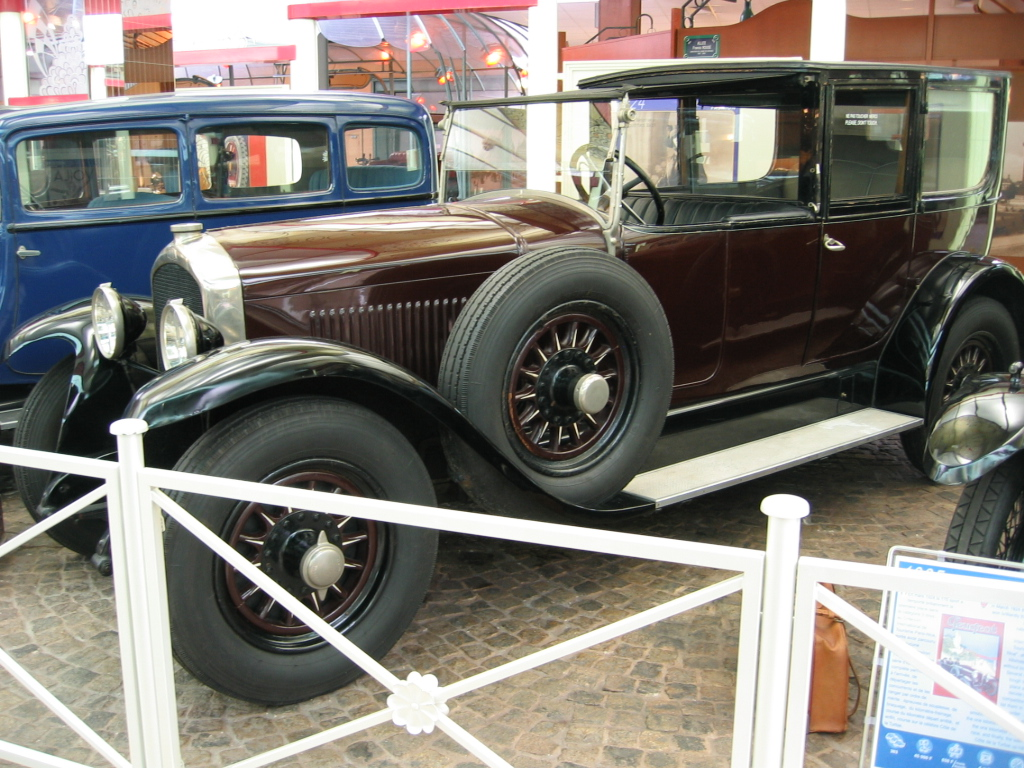
Peugeot Typ 176 im Peugeot-Museum Sochaux

Der Peugeot Typ 176 ist ein frühes Automodell des französischen Automobilherstellers Peugeot, von dem von 1923 bis 1928 im Werk Issy-les-Moulineaux 1512 Exemplare produziert wurden.
Die Fahrzeuge besaßen einen ventillosen Vierzylinder-Viertaktmotor, der vorne angeordnet war und über Kardan die Hinterräder antrieb. Der Motor leistete aus 2493 cm³ Hubraum 55 PS.
Bei einem Radstand von 325,2 cm und einer Spurbreite von 137 cm vorne bzw. 138 cm hinten betrug die Fahrzeuglänge 434,2 cm, die Fahrzeugbreite 165 cm und die Fahrzeughöhe 182 cm. Die Karosserieformen Torpedo, Torpedo grand sport, Innenlenker, Cabriolet und Coupé boten Platz für zwei bis sechs Personen.